# 時格
時格（じかく、英: temporal case）は、言語学の用語で時間を表す格。ハンガリー語には独立の格として存在し、hét órakor（七時に）、éjfélkor（夜中に）のように -kor をつけると時を表す。
フィンランド語ではいくつかの代名詞でのみ使用され、語尾に -lloin/-llöin をつけて表す。
ロシア語の場合、具格（造格）が時間を示す際にも用いられることがある。
英語ではin（年・月など）、on（日）、at（時刻）などの前置詞で表す。日本語では助詞「に」、または何もつけずに表す。